# Bernecebaráti
Bernecebaráti è un comune dell'Ungheria di 950 abitanti (dati 2001) situato nella contea di Pest, nell'Ungheria settentrionale.